# جيريمي فيشر (منافس ألعاب قوى)
جيريمي فيشر هو منافس ألعاب قوى كوري جنوبي، ولد في 16 فبراير 1976 في سول في كوريا الجنوبية.